# 陈益新
陈益新（1935年—），男，汉族，江苏江阴人，中国光学专家，曾任上海交通大学教授、博士生导师。